# František Mysliveček
František Mysliveček (født 19. juni 1965) er en tidligere tjekkisk fodboldspiller.
Han har spillet for flere forskellige klubber i sin karriere, herunder JEF United Ichihara.